# Mały Jastrzębi Ząb
Mały Jastrzębi Ząb (słow. Malý jastrabí zub) – turnia w dolnym fragmencie Jastrzębiej Grani w słowackiej części Tatr Wysokich. Jest położony we wschodniej grani Jastrzębiej Turni. Od Pośredniego Jastrzębiego Zęba na zachodzie jest oddzielony Niżnią Jastrzębią Szczerbiną. Jest najniżej położoną z trzech turni w tej grani i znajduje się tuż ponad Niżnią Jastrzębią Szczerbiną. Na wschód od Małego Jastrzębiego Zęba grań się rozpłaszcza.
Stoki północne opadają z Małego Jastrzębiego Zęba do Doliny Jagnięcej, południowe – do Doliny Zielonej Kieżmarskiej.
Na Mały Jastrzębi Ząb, podobnie jak na inne obiekty w Jastrzębiej Grani, nie prowadzą żadne znakowane szlaki turystyczne. Najdogodniejsza droga dla taterników wiedzie na szczyt od zachodu z Niżniej Jastrzębiej Szczerbiny i jest nieco trudne (I w skali UIAA).